# London Philharmonic Orchestra

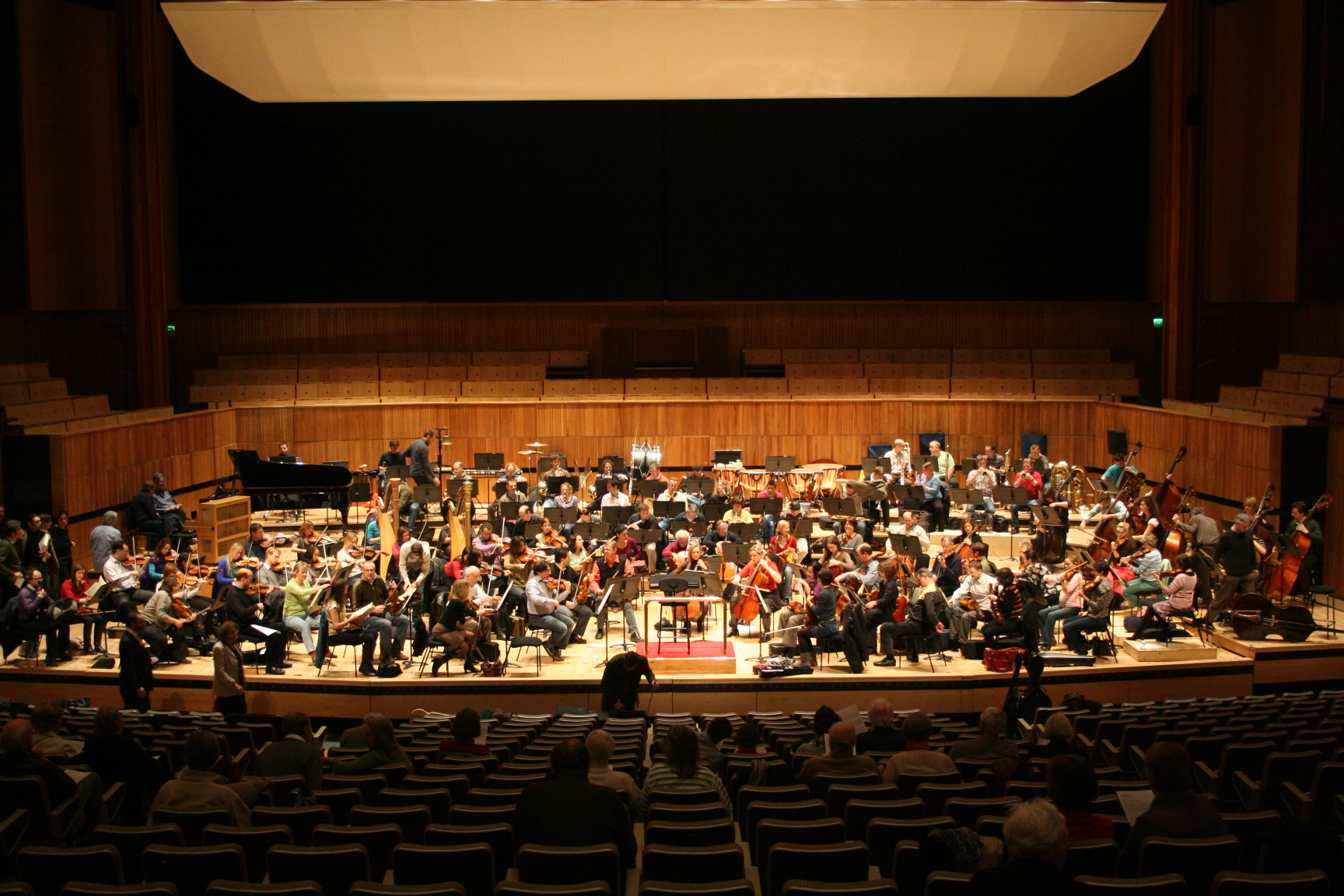
Het London Philharmonic Orchestra repeteert Romeo en Julia van Prokofjev in de Royal Festival Hall in Londen in 2010

Het London Philharmonic Orchestra, opgericht in 1932, is een van de vooraanstaandste orkesten in het Verenigd Koninkrijk. Het heeft zijn thuisbasis in de Royal Festival Hall in Londen.
De Britse dirigenten Thomas Beecham en Malcolm Sargent richtten het orkest op in 1932. Beecham leidde de eerste uitvoering op 7 oktober van dat jaar. In 1939 kreeg het orkest zelfbestuur, zodat de leden zelf konden beslissen over organisatorische aangelegenheden. Gedurende de Tweede Wereldoorlog was het orkest voornamelijk actief met toeren door het land.
Belangrijke dirigenten die voor het London Philharmonic hebben gestaan, zijn Adrian Boult, Bernard Haitink, Georg Solti en Kurt Masur.
Naast klassieke concerten verzorgt het London Philharmonic ook regelmatig de muziek voor films, waaronder Lawrence of Arabia, Philadelphia en The Lord of the Rings: The Fellowship of the Ring. Soms speelt het orkest ook populaire muziek. Zo werkte het samen met Chick Corea en Pink Floyd en speelde het muziek van Led Zeppelin.

## Chef-dirigenten
- Sir Thomas Beecham (1932-1939)
- Eduard van Beinum (1947-1950)
- Sir Adrian Boult (1950-1957)
- William Steinberg (1958-1960)
- John Pritchard (1962-1966)
- Bernard Haitink (1967-1979)
- Sir Georg Solti (1979-1983)
- Klaus Tennstedt (1983-1990)
- Franz Welser-Möst (1990-1996)
- Kurt Masur (2000-2007)
- Vladimir Jurowski (2007-heden)

In 2019 werd bekendgemaakt dat Edward Gardner met ingang van het seizoen 2021-2022 benoemd is tot chef-dirigent als opvolger van Jurowski.